# نورما ماكورفي
نورما ليا نيلسون ماكورفي (22 سبتمبر 1947-18 فبراير 2017)، المعروفة بالاسم المستعار القانوني العام جين رو، كانت المدعية في القضية القانونية الأمريكية البارزة رو ضد وايد التي حكمت فيها المحكمة العليا الأمريكية في عام 1973 أن قوانين الولايات الفردية التي تحظر الإجهاض كانت غير دستورية.
لاحقًا، أصبحت ماكورفي مسيحية بروتستانتية، وبعد ذلك أصبحت من الرومان الكاثوليك، وشاركت في حركة مناهضة الإجهاض. صرحت ماكورفي حينها أن تورطها في رو كان أكبر خطأ في حياتها. ومع ذلك، خلال مقابلة قبل وفاتها بفترة وجيزة -فيما أشارت إليه ماكورفي باسم اعترافها على فراش الموت- قالت إنها تلقت أجرًا للتحدث ضد الإجهاض، وأضافت أنها لا تزال لديها معتقدات تتعلق بحقوق الإجهاض.

## نشأتها
ولدت ماكورفي في سيمسبورت، لويزيانا. نشأت في منزل عائلتها في ليتسوورث في بوينتي كوبي باريش. لاحقًا خلال طفولتها، انتقلت العائلة إلى هيوستن، تكساس. ترك والد ماكورفي، أولين نيلسون، وهو مصلح أجهزة التلفزيون، العائلة عندما كانت تبلغ من العمر 13 عامًا، ثم انفصل والداها بعد ذلك. ترعرعت هي وشقيقها الأكبر على يد والدتهما ماري، وهي مدمنة كحولية عنيفة. توفي والد ماكورفي في 27 سبتمبر 1995.
كانت ماكورفي قد التحقت بمدرسة داخلية كاثوليكية قبل مشاكلها البسيطة مع تطبيق القانون والتي بدأت في سن العاشرة، عندما سرقت حافظة النقود في محطة وقود وهربت إلى أوكلاهوما سيتي مع صديقة. خدعوا عاملة فندق للسماح لهم باستئجار غرفة، وبقوا هناك لمدة يومين عندما دخلت الخادمة عليها ووجدتها هي وصديقتها تتبادلان القبل. قُبض على ماكورفي وأخذت إلى المحكمة، حيث تم إعلانها كقاصر تحت حراسة الدولة وأرسِلت إلى المؤسسات التي تديرها الدولة.
في وقت لاحق، أُرسلت ماكورفي إلى المدرسة الحكومية للبنات في غينزفيل، تكساس، عدة مرات في الفترة التي كانت تبلغ فيها 11 و15 عامًا، وقالت إن هذا كان أسعد وقت في طفولتها، وفي كل مرة تُرسل إلى المنزل، ستفعل شيئًا سيئًا عن قصد. لتُعاد إلى المدرسة. بعد إطلاق سراحها، عاشت ماكورفي مع ابن عم والدتها، الذي يُزعم أنه اغتصبها كل ليلة لمدة ثلاثة أسابيع. عندما اكتشفت والدة ماكورفي ذلك، قال ابن عمها إن ماكورفي كانت تكذب.
أثناء عملها في مطعم، التقت نورما بوودي ماكورفي (مواليد 1940)، وتزوجته في سن السادسة عشر عام 1963. تركته لاحقًا بعد أن اعتدى عليها. انتقلت للعيش مع والدتها وأنجبت طفلتها الأول ميليسا في عام 1965. بعد ولادة ميليسا، أصيبت ماكورفي بمشكلة خطيرة في تعاطي المشروبات والمخدرات. بعد فترة وجيزة، بدأت تميز نفسها بأنها مثلية. ذهبت في رحلة نهاية الأسبوع لزيارة صديقين وتركت طفلتها مع والدتها. عندما عادت، استبدلت والدتها ميليسا بدمية صغيرة وأبلغت الشرطة بأنها تخلت عن طفلتها، واستدعت الشرطة لإخراجها من المنزل. لم تخبرها بمكان ميليسا لأسابيع، وأخيرًا سمحت لها بزيارة طفلتها بعد ثلاثة أشهر. سمحت لماكورفي بالعودة إلى المنزل. ذات يوم، أيقظت ماكورفي بعد يوم طويل من العمل. طلبت من ماكورفي التوقيع على ما قُدم لها كأوراق تأمين، وقد فعلت ذلك دون قراءتها. ومع ذلك، فإن الأوراق التي وقعتها كانت أوراق تبني، ومنح والدتها حضانة ميليسا، ثم طُردت ماكورفي من المنزل. في العام التالي، أصبحت ماكورفي حاملًا مرة أخرى وأنجبت طفلًا عُرض للتبني.